# Thelotrema velatum
Thelotrema velatum är en lavart som beskrevs av Müll. Arg. 1893. Thelotrema velatum ingår i släktet Thelotrema och familjen Thelotremataceae.   Inga underarter finns listade i Catalogue of Life.